# Die Nacht (Gemälde)
Die Nacht ist der Titel eines Gemäldes von Max Beckmann aus den Jahren 1918/1919. In der Szene eines Ganovenüberfalls in der Wohnung einer Familie schilderte der Künstler einen Ausbruch mörderischer Gewalt, der als dystopische Reflexion auf die gesellschaftliche Situation Deutschlands am Ende des Ersten Weltkriegs und auf das Scheitern der eigenen Ehe gedeutet wird. Im Œuvre Beckmanns gilt das Werk als Abschluss seiner Hinwendung zum Expressionismus und als Eintritt in die Avantgarde der Klassischen Moderne des 20. Jahrhunderts.

## Beschreibung und Bedeutung
In einer Komposition, die konzeptionell an die Tradition von Passions- und Moritatendarstellungen anknüpft, zeigt das Bild eine surrealistisch anmutende Mordszene: Drei Ganoven überfallen eine Familie, die sich zum Abendmahl an einem gedeckten Tisch in einer Dachwohnung versammelt hat. Sie verüben rohe, auch sexualisierte Gewalt. Einer von ihnen, der Krawatte und einen Kopfverband trägt, barfüßig auf den Tisch gestiegen ist und in hockender Stellung dabei eine Pfeife raucht, foltert den an einem Strang im Gebälk hängenden Hausherrn, indem er ihm den Arm verdreht, während ein Komplize im Hintergrund den Strang nach unten zieht. Ihr Opfer verkrampft und verrenkt sich im Todesschmerz, sein rechter angesengter Fuß ist dem Betrachter entgegengestreckt. Die Ehefrau des Hausherrn, die in roten Kniestrümpfen rücklings grätschend über den Vordergrund zur Schau gestellt wird, wurde offenbar vergewaltigt. Mit gespreizten, nackten Beinen, geöffnetem Mieder und entblößtem Hinterteil hängt sie in gefesselten Armen an dem Flügel eines Fensters halb über dem Tisch. Am Tisch sitzt als eher passive Teilnehmerin des Geschehens eine altmodisch gekleidete Dame mit hochgestecktem rotbraunem Haar, die ihren Blick erschrocken abwendet. Ein Hund hat sich ängstlich unter den Tisch verzogen und jault oder bellt. Fast zu lächeln und zu winken scheint ein blonder Junge. Er klammert sich an den Rock eines barfüßigen Verbrechers mit Ballonmütze, der Wladimir Iljitsch Lenin ähnelt. Von diesem wird der Junge fortgetragen. Auf dem Fliesenboden steht ein Grammophon, das aus dem blutroten Innern seines Schalltrichters zu ertönen scheint. Auf dem Boden befinden sich außerdem zwei Kerzen, eine liegende ist erloschen, eine stehende, die aber zu kippen droht, ist noch entzündet. Durch das Fenster, dessen Flügel aufgerissen sind und schief im Rahmen hängen, erscheint im Nachthimmel die Mondsichel.
Gedeutet wurde die Szene als künstlerische Überblendung der Familientragödie des Malers mit der politischen Krise Deutschlands. So porträtierte er sich selbst als den gequälten Hausherrn. Dessen Ehefrau modellierte er nach seiner Gattin Minna, und dem Knaben gab er die Gesichtszüge seines Sohnes Peter. Das Grammophon wird als Symbol einer unbefriedigenden Sexualität gedeutet und im Sinne des Abspielens immer gleicher Platten auf Beckmanns scheiternde Ehe bezogen. In Verbindung mit dem Hund wird es auch als ironisches Zitat des Plattenlabels His Master’s Voice gesehen. Die Kerzen stehen als Symbole für Tod und Leben. Sie können als Zeichen interpretiert werden, die das Bild in eine linke, dem Sterben und der Vergangenheit zugewiesene Seite und in eine rechte, dem Leben und der Zukunft zugewandte Hälfte unterteilen. Die Gaunerfiguren repräsentieren einerseits das (reaktionäre) Bürgertum – der rechten Bildhälfte zugeordnet – und andererseits das (revolutionäre) Proletariat – der linken Bildhälfte zugeordnet. Der bürgerliche Krawattenträger von ihnen gleicht einem ins Zivilleben zurückgekehrten Kriegsversehrten, der Lenin Ähnelnde dürfte einen Spartakisten symbolisieren. Sinnbildlich stellen sie dar, wie gesellschaftlich-politische Kräfte um die Macht ringen, plötzlich in das Schicksal der Menschen eingreifen und an ihnen einen Totentanz vollziehen. Die altmodisch gekleidete, erschrocken wegsehende Dame ist wohl inspiriert von Beckmanns Schwiegermutter Ida Concordia Minna Tube, geborene Römpler (1843–1922), Witwe des Militäroberpfarrers Paul Tube (1843–1889). Sie steht für das alte Bürgertum der untergehenden wilhelminischen Ära, das die über sich hereinbrechenden Ereignisse kaum noch fassen kann. Metaphysisch bricht die Nacht an, symbolisiert durch die Mondsichel.    
Im Stil des Expressionismus arrangierte der Künstler die Szene als wildes Durcheinander in einem überfüllt wirkenden Raum mit geringer Tiefe. Dessen Enge lässt beim Betrachter ein Gefühl der Klaustrophobie anklingen und vermittelt so, dass es für die Opfer der geschilderten Tragödie kein Entrinnen gab. Schräg verlaufende, scharfe Linien sowie verzerrte Proportionen und Perspektiven bestimmen das Bild. Abgesehen von einigen farblichen Ausbrüchen in Rot sind die Farben gedämpft. Trist und schmutzig wirkende, graublaue und beige Töne dominieren.

## Entstehung, Provenienz und Rezeption

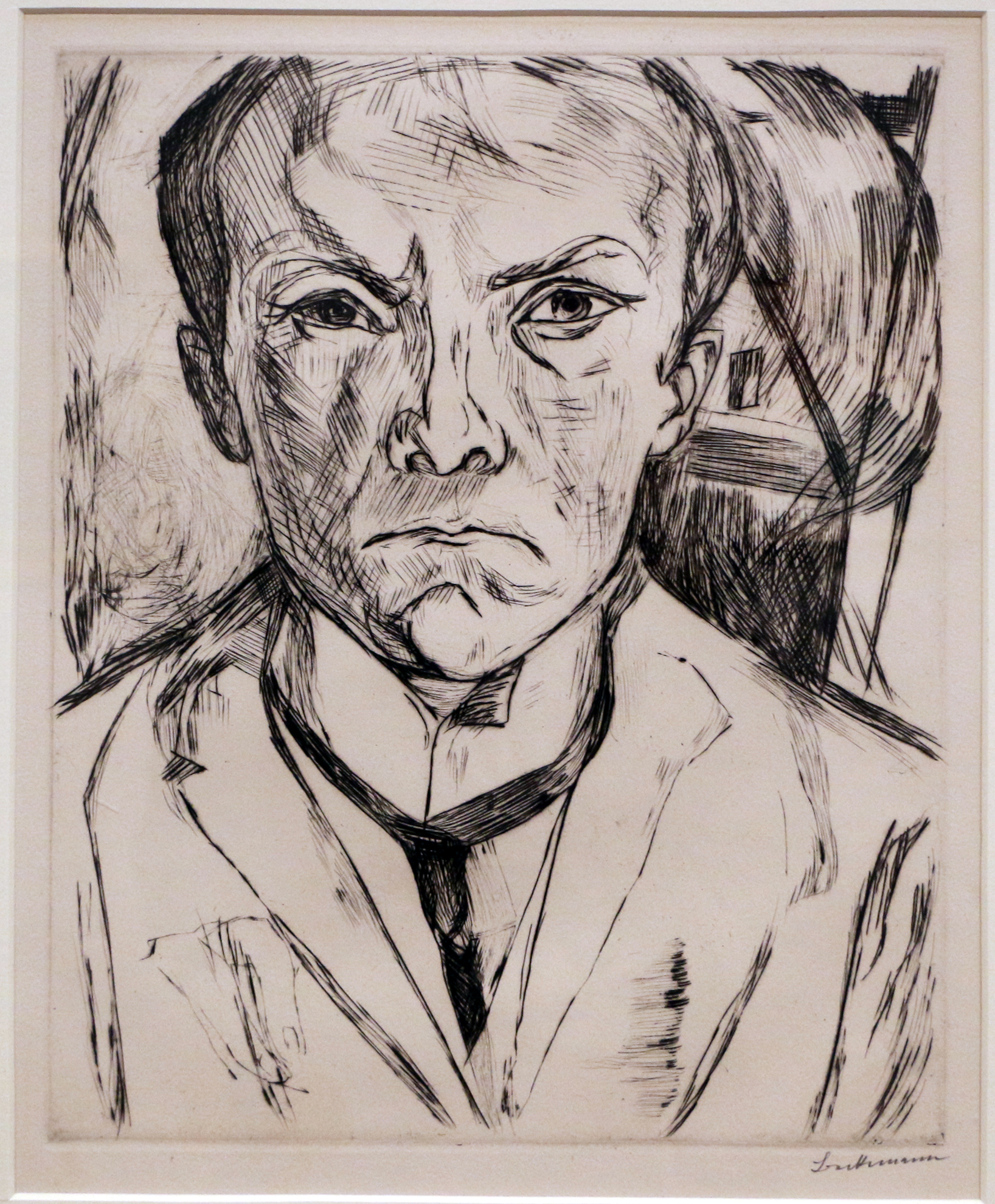
Selbstbildnis, 1918

Max Beckmann malte das Bild zwischen August 1918 und März 1919. Mit dem Waffenstillstand von Compiègne endeten in dieser Zeit die Kampfhandlungen des Ersten Weltkriegs, des bis dahin umfassendsten Kriegs der Weltgeschichte. Das Deutsche Kaiserreich zerbrach in der Novemberrevolution. Ein Rat der Volksbeauftragten hatte eine provisorische Regierung gebildet und eine Wahl zur Deutschen Nationalversammlung ausgeschrieben. Unterdessen kam es zu Gewaltausbrüchen auf den Straßen und zu politisch motivierten Morden. Beckmann hatte als Sanitätshelfer selbst an dem Krieg teilgenommen. In seinem von Friedrich Nietzsche beeinflussten Denken hatte er vom Krieg zunächst eine reinigende Wirkung auf die Gesellschaft erwartet, den Ersten Weltkrieg bezeichnete er später jedoch als „die grösste nationale Katastrophe“.
Als er das Bild schuf, hatte er es als Künstler der Freien Secession durch den Berliner Kunsthändler Israel Ber Neumann und den Verleger Reinhard Piper bereits zu einiger Bekanntheit gebracht. Um die finanziellen Grundbedürfnisse seiner Familie zu sichern, schloss Beckmann ab 1919/1920 mit seinen Kunsthändlern Verträge. Für eine darin vereinbarte jährliche Summe, die sich bis 1930 auf 30.000 Reichsmark verdreifachte, erhielten sie seine Werke zu ausgehandelten Konditionen für die Vermarktung. Zwei Drittel eines Verkaufserlöses gingen an Max Beckmann, ein Drittel der Verkaufssumme blieb beim jeweiligen Händler. Mit dem Ziel, ein internationaler Künstler zu werden, ließ er seine Werke in Vertretungen in Berlin, München, Paris und New York anbieten. Aus diesem Grund holte Beckmann 1927 Alfred Flechtheim in den bestehenden Vertrag mit Neumann (New York) und Günther Franke (München) im Untervertrag. Sie organisierten Einzelausstellungen des Künstlers, sorgten für Ausstellungsbeteiligungen und vermittelten Museumsankäufe sowie Verkäufe an einflussreiche Privatsammler. Nachdem im Frühjahr 1931 die vertragliche Beziehung zwischen Flechtheim und Beckmann beendet und eine Kontentrennung vollzogen worden war, verblieben Neumann und Franke im Geschäft um die Vermarktung des Bildes. Jahre nach Beckmanns Tod veräußerte es Franke 1963 an die 1961 gegründete Kunstsammlung Nordrhein-Westfalen, die sich unter Werner Schmalenbach darum bemühte, eine der bedeutendsten Sammlungen der Kunst des 20. Jahrhunderts zusammenzutragen. Eine druckgrafische Reproduktion des Gemäldes entstand 1919 als Blatt 6 des Lithografienzyklus Die Hölle.
Beckmann selbst verstand sein Bild als verschlüsseltes Werk, das als Allegorie auf grundsätzliche Fragen des menschlichen Lebens verweist. Über eine Reflexion des historischen Kontexts seiner Entstehungszeit hinaus wird es als Auseinandersetzung mit dem Thema der menschlichen Gewalt gedeutet sowie kunstgeschichtlich in der Nähe zu Pablo Picassos Gemälde Guernica und in der Tradition von Matthias Grünewalds Isenheimer Altar gesehen.